# هادي حبيبي نيجاد
هادي حبيبي نيجاد (17 أكتوبر 1995 بباغ ملك في إيران - ) هو لاعب كرة قدم إيراني في مركز الوسط. شارك مع منتخب إيران تحت 20 سنة لكرة القدم. أما مع النوادي، فقد لعب مع نادي فولاد خوزستان.